# Campionati europei juniores di bob
I campionati europei juniores di bob sono una competizione sportiva organizzata dalla Federazione Internazionale di Bob e Skeleton (IBSF) in cui si assegnano i titoli europei della categoria junior nelle diverse specialità del bob. Si disputano ogni anno in concomitanza con la Coppa Europa.
Vi possono partecipare esclusivamente gli atleti e le atlete che non abbiano compiuto i 26 anni alla data in cui si svolge la competizione e tutti coloro che hanno raggiunto o raggiungeranno tale età nel periodo che va dal 1º ottobre al 31 marzo della stagione di riferimento. La competizione assegna separatamente due titoli europei juniores: quello under 26 e quello under 23, riservati ad atlete e atleti al di sotto rispettivamente dei 26 e dei 23 anni di età..
I primi campionati europei juniores si disputarono nel 2018 nelle discipline del bob a due femminile e maschile e del bob a quattro maschile; nell'edizione inaugurale il titolo, le medaglie e i relativi piazzamenti vennero assegnati soltanto ai piloti e tenendo conto della classifica finale della Coppa Europa 2017/2018.
Per il 2019 venne invece cambiata la struttura e il campionato si disputò in un unico appuntamento, nel formato gara nella gara, in concomitanza con l'ultima tappa della Coppa Europa 2018/2019; l'assegnazione del titolo, delle medaglie e dei relativi piazzamenti vennero estesi anche ai frenatori.
Nel 2022 venne inserita anche la gara del monobob femminile.

## Albo d'oro

### Monobob donne
| Anno | Luogo      | Oro                      | Argento                | Bronzo                |
| ---- | ---------- | ------------------------ | ---------------------- | --------------------- |
| 2022 | Winterberg | Georgeta Popescu Romania | Julia Slupecka Polonia | Camila Copain Francia |

### Bob a due donne
| Anno | Luogo                | Oro                                     | Argento                                     | Bronzo                                    |
| ---- | -------------------- | --------------------------------------- | ------------------------------------------- | ----------------------------------------- |
| 2018 | Varie località       | Katrin Beierl Austria                   | Maria Oshigiri Giappone                     | Sandra Kroll Germania                     |
| 2019 | Sigulda              | Alena Osipenko Aleksandra Iokst Russia  | Juliana Timirzjanova Elnara Šafikova Russia | non assegnato                             |
| 2020 | Innsbruck            | Ljubov' Černych Elena Mamedova Russia   | Andreea Grecu Ioana Gheorghe Romania        | Alena Osipenko Julija Belomestnych Russia |
| 2021 | Schönau am Königssee | gara cancellata                         | gara cancellata                             | gara cancellata                           |
| 2022 | Winterberg           | Maureen Zimmer Anabel Galander Germania | Georgeta Popescu Antonia Sarbu Romania      | non assegnato                             |

### Bob a due uomini
| Anno | Luogo                | Oro                                                   | Argento                                         | Bronzo                                          |
| ---- | -------------------- | ----------------------------------------------------- | ----------------------------------------------- | ----------------------------------------------- |
| 2018 | Varie località       | Christoph Hafer Germania                              | Pablo Nolte Germania                            | Bennet Buchmüller Germania                      |
| 2019 | Sigulda              | Ralfs Bērziņš Dāvis Spriņģis Lettonia                 | Rostislav Gajtjukevič Vladislav Žarovcev Russia | Hans Peter Hannighofer Christian Ebert Germania |
| 2020 | Innsbruck            | Rostislav Gajtjukevič Michail Mordasov Russia         | Ralfs Bērziņš Dāvis Spriņģis Lettonia           | Richard Oelsner Henrik Bosse Germania           |
| 2021 | Schönau am Königssee | Mihai Cristian Tentea Ciprian Nicolae Daroczi Romania | Maximilian Illmann Felix Dahms Germania         | Hans Peter Hannighofer Tim Gessenhardt Germania |
| 2022 | Winterberg           | Philipp Zielasko Henrik Proske Germania               | Maximilian Illmann Felix Dahms Germania         | Timo Rohner Mathieu Hersperger Svizzera         |

### Bob a quattro uomini
| Anno | Luogo                | Oro                                                                     | Argento                                                                           | Bronzo                                                             |
| ---- | -------------------- | ----------------------------------------------------------------------- | --------------------------------------------------------------------------------- | ------------------------------------------------------------------ |
| 2018 | Varie località       | Bennet Buchmüller Germania                                              | Christoph Hafer Germania                                                          | Ralfs Bērziņš Lettonia                                             |
| 2019 | Innsbruck            | Patrick Baumgartner Mattia Variola Lorenzo Bilotti Alex Verginer Italia | Rostislav Gajtjukevič Vladislav Žarovcev Dmitrij Zachrjapin Nikolaj Kozlov Russia | Richard Oelsner Henrik Bosse Costa Laurenz Eric Strauss Germania   |
| 2020 | Innsbruck            | Jonas Jannusch Tim Gessenhardt Max Neumann Bastian Heber Germania       | Ralfs Bērziņš Edgars Nemme Dāvis Spriņģis Edgars Pirogs Lettonia                  | Richard Oelsner Henrik Bosse Benedikt Hertel Eric Strauss Germania |
| 2021 | Schönau am Königssee | gara cancellata                                                         | gara cancellata                                                                   | gara cancellata                                                    |
| 2022 | Winterberg           | Nico Semmler Marvin Paul Oliver Peschk Rupert Schenk Germania           | Timo Rohner Pascal Moser Quentin Juillard Roman Wägeli Svizzera                   | Stepan Dubinko Il'ja Ivanov Nikita Ivanov Aleksej Kislica Russia   |

## Albo d'oro under 23

### Monobob donne under 23
| Anno | Luogo      | Oro                      | Argento                | Bronzo                |
| ---- | ---------- | ------------------------ | ---------------------- | --------------------- |
| 2022 | Winterberg | Georgeta Popescu Romania | Julia Slupecka Polonia | Camila Copain Francia |

### Bob a due donne under 23
| Anno | Luogo                | Oro                                        | Argento                                     | Bronzo                              |
| ---- | -------------------- | ------------------------------------------ | ------------------------------------------- | ----------------------------------- |
| 2018 | Varie località       | Laura Nolte Germania                       | Ljubov' Černych Russia                      | Kim Kalicki Germania                |
| 2019 | Sigulda              | Ljubov' Černych Julija Belomestnych Russia | Margot Boch Carla Senechal Francia          | non assegnato                       |
| 2020 | Innsbruck            | Kim Kalicki Viktoria Dönicke Germania      | Anastasija Makarova Aleksandra Iokst Russia | Melanie Hasler Jasmin Naef Svizzera |
| 2021 | Schönau am Königssee | gara cancellata                            | gara cancellata                             | gara cancellata                     |
| 2022 | Winterberg           | Georgeta Popescu Antonia Sarbu Romania     | non assegnato                               | non assegnato                       |

### Bob a due uomini under 23
| Anno | Luogo                | Oro                                                   | Argento                                               | Bronzo                                           |
| ---- | -------------------- | ----------------------------------------------------- | ----------------------------------------------------- | ------------------------------------------------ |
| 2018 | Varie località       | Mihai Cristian Tentea Romania                         | Ralfs Bērziņš Lettonia                                | Aleksandr Bredichin Russia                       |
| 2019 | Sigulda              | Mihai Cristian Tentea Ciprian Nicolae Daroczi Romania | Helvijs Babris Edgars Nemme Lettonia                  | Dāvis Kaufmanis Edgars Pirogs Lettonia           |
| 2020 | Innsbruck            | Dāvis Kaufmanis Ivo Dans Kleinbergs Lettonia          | Mihai Cristian Tentea Ciprian Nicolae Daroczi Romania | Hans Peter Hanninghofer Benedikt Hertel Germania |
| 2021 | Schönau am Königssee | Mihai Cristian Tentea Ciprian Nicolae Daroczi Romania | Maximilian Illmann Felix Dahms Germania               | Pavol Táborský Ján Marek Trebichavský Slovacchia |
| 2022 | Winterberg           | Stepan Dubinko Aleksej Kislica Russia                 | Vjačeslav Popov Egor Grjaznov Russia                  | Andrei Nica Mihai Calancea Romania               |

### Bob a quattro uomini under 23
| Anno | Luogo                | Oro                                                                                   | Argento                                                                   | Bronzo                |
| ---- | -------------------- | ------------------------------------------------------------------------------------- | ------------------------------------------------------------------------- | --------------------- |
| 2018 | Varie località       | Mihai Tentea Romania                                                                  | Aleksandr Bredichin Russia                                                | Michael Vogt Svizzera |
| 2019 | Innsbruck            | Mihai Tentea Raul Dobre Ciprian Daroczi Andrei Bugheanu Romania                       | Ralfs Bērziņš Lauris Kaufmanis Edgars Nemme Dāvis Kaufmanis Lettonia      | non assegnato         |
| 2020 | Innsbruck            | Hans Peter Hanninghofer Erec Maximilian Bruckert Christian Röder Paul Hensel Germania | Grigorij Voloskov Maksim Ban'kov Andrej Andrijanov Sergej Baklanov Russia | non assegnato         |
| 2021 | Schönau am Königssee | gara cancellata                                                                       | gara cancellata                                                           | gara cancellata       |
| 2022 | Winterberg           | Stepan Dubinko Il'ja Ivanov Nikita Ivanov Aleksej Kislica Russia                      | non assegnato                                                             | non assegnato         |

## Medagliere
Aggiornato all'edizione 2022. 

### Totale
Il numero di medaglie indicate è la somma di tutte quelle ottenute in entrambe le categorie (under 26 e under 23).
| Pos.   | Nazione    | Oro | Argento | Bronzo | Totale |
| ------ | ---------- | --- | ------- | ------ | ------ |
| 1      | Germania   | 9   | 5       | 9      | 23     |
| 2      | Romania    | 9   | 3       | 1      | 13     |
| 3      | Russia     | 6   | 8       | 3      | 17     |
| 4      | Lettonia   | 2   | 5       | 2      | 9      |
| 5      | Austria    | 1   | 0       | 0      | 1      |
| 5      | Italia     | 1   | 0       | 0      | 1      |
| 7      | Polonia    | 0   | 2       | 0      | 2      |
| 8      | Svizzera   | 0   | 1       | 3      | 4      |
| 9      | Francia    | 0   | 1       | 2      | 3      |
| 10     | Giappone   | 0   | 1       | 0      | 1      |
| 11     | Slovacchia | 0   | 0       | 1      | 1      |
| Totale | Totale     | 28  | 26      | 21     | 75     |

### Under 26
| Pos.   | Nazione  | Oro | Argento | Bronzo | Totale |
| ------ | -------- | --- | ------- | ------ | ------ |
| 1      | Germania | 6   | 4       | 7      | 17     |
| 2      | Russia   | 3   | 3       | 2      | 8      |
| 3      | Romania  | 2   | 2       | 0      | 4      |
| 4      | Lettonia | 1   | 2       | 1      | 4      |
| 5      | Austria  | 1   | 0       | 0      | 1      |
| 5      | Italia   | 1   | 0       | 0      | 1      |
| 7      | Svizzera | 0   | 1       | 1      | 2      |
| 8      | Giappone | 0   | 1       | 0      | 1      |
| 8      | Polonia  | 0   | 1       | 0      | 1      |
| 10     | Francia  | 0   | 0       | 1      | 1      |
| Totale | Totale   | 14  | 14      | 12     | 40     |

### Under 23
| Pos.   | Nazione    | Oro | Argento | Bronzo | Totale |
| ------ | ---------- | --- | ------- | ------ | ------ |
| 1      | Romania    | 7   | 1       | 1      | 9      |
| 2      | Russia     | 3   | 5       | 1      | 9      |
| 3      | Germania   | 3   | 1       | 2      | 6      |
| 4      | Lettonia   | 1   | 3       | 1      | 5      |
| 5      | Francia    | 0   | 1       | 1      | 2      |
| 6      | Polonia    | 0   | 1       | 0      | 1      |
| 7      | Svizzera   | 0   | 0       | 2      | 2      |
| 8      | Slovacchia | 0   | 0       | 1      | 1      |
| Totale | Totale     | 14  | 12      | 9      | 35     |